# Jes Høgh
Jes Høgh (Aalborg, 1966. május 7. –), dán válogatott labdarúgó.
A dán válogatott tagjaként részt vett az 1998-as világbajnokságon, az 1995-ös konföderációs kupán, az 1996-os és a 2000-es Európa-bajnokságon.

## Sikerei, díjai
Brøndby
- Dán kupagyőztes (1): 1993–94

Aalborg
- Német bajnok (1): 1994–95

Fenerbahçe
- Török bajnok (1): 1995–96

Chelsea
- Angol kupagyőztes (1): 1999–2000

Dánia
- Konföderációs kupa győztes (1): 1995